# Spinnerei-Hochbau Povel

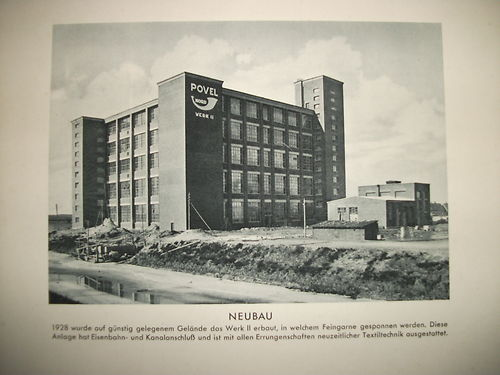
Povel Werk II

Der Spinnereihochbau Povel, auch Povel Werk II genannt, war ein 1926/27 von dem Industriearchitekten Philipp Jakob Manz in Nordhorn am Nordhorn-Almelo-Kanal errichteter Industriebau der Firma Ludwig Povel und Co. Zusammen mit dem ähnlichen und nur wenig später errichteten Spinnerei-Hochbau der Konkurrenzfirma NINO prägte er jahrzehntelang die Nordhorner Stadtlandschaft.
Nach dem Konkurs der Firma Povel übernahm die Rehers GmbH & Co. KG aus Bad Bentheim 1980 Werk II und betrieb dort eine Zwirnerei. Ab 1983 wurde Werk II durch eine Auffanggesellschaft verwaltet, die den erneut bevorstehenden Konkurs aber nicht abwenden konnte. Im Herbst 1983 zog die erst kurz zuvor gegründete Effektzwirnerei Norgatex GmbH & Co KG in das Fabrikgebäude, die dort bis 2002 eine Garnspinnerei betrieb. 
Anschließend fand sich kein neuer Interessent für das Fabrikgebäude. Der ungenutzte und nicht denkmalgeschützte Bau wurde 2010 trotz Protestes aus den Reihen von Experten der Industriearchitektur und Nordhorner Bürgern abgerissen.
Auf dem im Besitz des Landkreises Grafschaft Bentheim befindlichen Grundstück des ehemaligen Werksgeländes entstand nach umfangreichen Boden- und Grundwassersanierungsmaßnahmen eine neue Wohnsiedlung.

## Baugeschichte
Der klassische Spinnereihochbau wurde als fünfgeschossiger, strenger Bau errichtet und erstreckt sich über eine Länge von 50 Metern und eine Tiefe von 36 Meter am Nordhorn-Almelo-Kanal. Die 29,5 Meter hohe Spinnerei erhielt als Wahrzeichen einen 40 Meter hohen Treppenturm. In den Fabriksälen des mit einer Klinkerfassade versehenen Baus aus Zementguss wurden 40.000 Feingarnspindeln aufgestellt. 

## Das Povel-Fabrikgelände

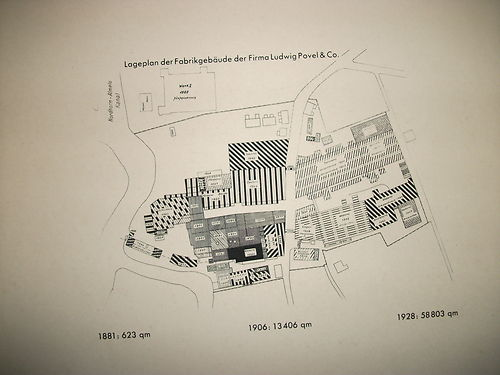
Lageplan der Povel-Gebäude

Beim Abriss der Fabrikanlagen von Werk I 1980/81 blieben drei Textilgebäude aus Gründen des Denkmalschutzes verschont: Das 1906 erbaute Verwaltungsgebäude, der ebenfalls 1906 errichtete Spinnereiturm (heute: Stadtmuseum Povelturm) und die 1949 erbaute Neue Weberei, die zwischen 1997 und 1999 zum heutigen Kulturzentrum Alte Weberei umgebaut wurde. Nicht unter Denkmalschutz fiel der Spinnereihochbau, Werk II. 
1987 begann eine großflächige Sanierung des Fabrikgeländes. Bis zur Mitte der 1990er Jahre entstand ein neues Stadtquartier, die Wasserstadt Povel. Sanierung und Neubebauung sorgten für überregionale Aufmerksamkeit.
Der seit Auszug der Firma Norgatex ungenutzte und nicht denkmalgeschützte Spinnereihochbau wurde im Frühjahr 2010 abgerissen.